# 1562
1562 (MDLXII) je bilo navadno leto, ki se je po julijanskem koledarju začelo na četrtek.

## Dogodki
- 1. marec - pokol Hugenotov v Franciji

## Rojstva
- 4. oktober - Christen Longberg, danski astronom, astrolog, matematik († 1647)
- 25. november - Félix Lope de Vega Carpio, španski dramatik († 1635)